# 王仁则
王仁则（？—？），隋末唐初郑国皇帝王世充的哥哥齐王王世恽的儿子，619年，被王世充封为唐王。王世恽劝说王世充杀死隋朝的皇泰主杨侗，王世充派王仁则、家奴梁百年毒死杨侗。杨侗临终前说道：“愿从今以后，不再生在帝王家！”620年，唐朝秦王李世民攻打洛阳，王仁则驻守辕州，少林寺13武僧生擒王仁则，李世民派上柱国李安远到少林寺奉上《告柏谷坞少林寺上座书》。这个事情后来衍生出十三棍僧救唐王的故事。裴漼《少林寺碑》亦有提及。